# Episodi di Hawthorne - Angeli in corsia (terza stagione)
La terza ed ultima stagione della serie televisiva Hawthorne - Angeli in corsia è stata trasmessa in prima visione assoluta negli Stati Uniti d'America dal canale via cavo TNT dal 14 giugno al 16 agosto 2011.
La stagione è stata trasmessa in prima visione in lingua italiana nella Svizzera Italiana da RSI LA1 dal 18 settembre al 20 novembre 2012. In Italia la stagione è stata trasmessa in prima visione da Sky Atlantic dal 1° al 29 luglio 2015.
| nº | Titolo originale           | Titolo italiano        | Prima TV USA   | Prima TV Svizzera |
| -- | -------------------------- | ---------------------- | -------------- | ----------------- |
| 1  | For Better or Worse        | Comunque vada          | 14 giugno 2011 | 18 settembre 2012 |
| 2  | Fight or Flight            | Un'amicizia in bilico  | 21 giugno 2011 | 25 settembre 2012 |
| 3  | Parental Guidance Required | Legami di sangue       | 28 giugno 2011 | 2 ottobre 2012    |
| 4  | A Fair to Remember         | Una fiera da ricordare | 5 luglio 2011  | 9 ottobre 2012    |
| 5  | Let Freedom Sing           | La voce di Dio         | 12 luglio 2011 | 16 ottobre 2012   |
| 6  | Just Between Friends       | Amore o amicizia       | 19 luglio 2011 | 23 ottobre 2012   |
| 7  | To Tell the Truth          | A cuore aperto         | 26 luglio 2011 | 30 ottobre 2012   |
| 8  | Price of Admission         | La resa dei conti      | 2 agosto 2011  | 6 novembre 2012   |
| 9  | Signed, Sealed, Delivered  | Indietro non si torna  | 9 agosto 2011  | 13 novembre 2012  |
| 10 | Shot in the Dark           | Uno nel buio           | 16 agosto 2011 | 20 novembre 2012  |